# Premios IS ARCH para Estudiantes de Arquitectura
Premios IS ARCH para estudiantes de arquitectura son unos premios internacionales gestionados por estudiantes de Arquitectura y dirigidos a estudiantes de Arquitectura creados por Adrià Clapés Nicolau y Francesca Neus Frontera Carbonell en 2012.

## Historia
Se crean con la finalidad de configurar una plataforma para la difusión y el debate de las soluciones aportadas por los alumnos de arquitectura dentro del marco de la universidad. En los PREMIOS ISARCH se quiere alentar a los más jóvenes a participar en el debate arquitectónico desde su particular punto de vista, entendiendo que ésta será la concepción de la arquitectura del futuro.
- ISARCH se plantea como una plataforma para la difusión y el reconocimiento de los trabajos universitarios a nivel internacional.
- Se destina un premio en metálico para los tres proyectos ganadores.
- Con el impulso de esta plataforma, ISARCH pretende ayudar a los estudiantes a introducirse y darse a conocer en el mundo profesional y de la empresa.
- ISARCH mantiene contacto con diferentes revistas y webs especializadas, con la finalidad de gestionar que las obras sean publicadas. Todas las obras seleccionadas se publican en las diferentes plataformas digitales de ISARCH.
- Se puede inscribir cualquier estudiante de arquitectura o joven arquitecto que no haya obtenido el título antes de 3 años desde la entrega de la documentación.

## Listado de Ganadores
Ganadores 7.ª Edición (2016):
- 1.er Premio: José Alberto González Martín
- 2º Premio: Orit Theuer
- 3.er Premio: Stephan Ritzer

Ganadores 6.ª Edición (2015):
- 1.er Premio: Jurgis Gecys
- 2º Premio: Julien Nolin

Ganadores 5.ª Edición (2015):
- 1.er Premio: Alejandra Salvador
- 2º Premio: Yoshihito Tamba
- 3.er Premio: Kyriaki Goti y Nikolaos Xenos

Ganadores 4.ª Edición (2014):
- 1.er Premio: Charles Enrique Infante Bonifaz
- 2º Premio: Adrian Ubeda Beltran
- 3.er Premio: Jean-Marc Stadelmann, David Jenny

Ganadores 3.ª Edición (2013):
- 1.er Premio: Ana Bruto da Costa, Joana Gonçalves y João Moreira
- 2º Premio: Kang ji ho, Shim hun yong, Hwang ki soo
- 3.er Premio: Elena Capodarca, Luca Caroti

Ganadores 2.ª Edición (2013):
- 1.er Premio: Adrià Escolano Ferrer
- 2º Premio: Gabriel Wulf
- 3.er Premio: Marco Galli Caro y Ursula Oliva Reveco

Ganadores 1.ª Edición (2012):
- 1.er Premio: Almudena Cano Piñeiro
- 2º Premio: Ignacio de Teresa Fernández-Casas
- 3.er Premio: Javier Subirá Ruiz

## Jurado
Jurado de la 7.ª Edición:
- Tomislav Dushanov
- Troy Conrad Therrien
- Francesco Lorenzi
- James Janke
- Elif Erdine

Jurado de la 6.ª Edición:
- Tomislav Dushanov
- Makoto Fukuda
- Yosuke Hayano
- Jeroen Zuidgeest
- Emmanuel Blamont

Jurado de la 5.ª Edición:
- Ippolito Pestellini Laparelli
- Tomislav Dushanov
- Diego López Arahuetes
- William E. Butler
- Emmanuel Blamont
- Makoto Fukuda
- Iñaki Abalos
- RCR Aranda Pigem Vilalta arquitectos
- Ricardo de Ostos

Jurado de la 4.ª Edición:
- Sir Peter Cook
- Benedetta Tagliabue
- Tomislav Dushanov
- Diego López Arahuetes
- Patrik Schumacher
- Odile Decq
- Enric Ruiz Geli
- Fuensanta Nieto

Jurado de la 3.ª Edición:
- Makoto Fukuda
- Tomislav Dushanov
- Francisco Mangado
- Benedetta Tagliabue
- Christos Passas
- Reynolds Logan

Jurado de la 2.ª Edición:
- Taba Rasti
- Sou Fujimoto
- Benedetta Tagliabue
- Rik Nys
- Tomislav Dushanov
- Carlos Ferrater

Jurado de la 1.ª Edición:
- Tomislav Dushanov
- Rogers Stirk Harbour + Partners
- Benedetta Tagliabue
- Koji Tsutsui
- Fernando Márquez Cecilia